# Lavina v Mengusovské dolině
Lavina v Mengusovské dolině 20. ledna 1974 byla nejtragičtější lavinou v historii Vysokých Tater. Lavina se uvolnila v 10:40 ze svahu pod sedlem pod Skokom mezi vrcholy Patrie a Malé Bašty v nadmořské výšce 2200 m. Délka odtržené sněhové masy byla 350 m a tloušťka 4 m. Jednalo se o deskovou lavinu, která se v těchto místech uvolní méně často než jednou za 30 let. Průměrný sklon svahu je 31° a maximální více než 40°. Lavina se pohybovala 1,5 km s převýšením 760 m, překonala koryto Hincova potoka a pokračovala do protisvahu. Zde zasáhla část studentů Střední průmyslové školy strojnické z Komárna, kteří se účastnili lyžařského výcviku na Popradském plese a byli ubytováni v Chatě kpt. Morávka. Pro špatné počasí byl ten den ukončen výcvik dříve a část studentů již čekala na asfaltové cestě na Popradské pleso. 11 studentů, jejich učitele a jeho třináctiletého syna však lavina zasáhla plnou silou. Zasáhla i jedenáct čekajících studentů, ale ti se svépomocí nebo díky kamarádům vyprostili a zajistili zavolání pomoci z nedaleké chaty.

## Záchranné práce
Do hledání zasypaných se ihned pustili čekající studenti ze silnice i lidé ubytovaní na chatě. Velká záchranná práce tatranské Horské služby začala v 11 hodin. Tři hodiny po pádu laviny byly nalezeny první tři oběti. V 15:30 byl nalezen živý student Otto Berze díky lavinovému psu Udovi. Do večera byly nalezeny další dvě oběti. Pět dalších obětí bylo nalezeno druhý den a poslední dva studenti až 3. a 18. května.

## Důsledky
Po této tragédii byly na Slovensku zakázány lyžařské výcviky ve vysokohorském prostředí. V době sněhové pokrývky je uzavřená tatranská magistrála mezi Triganem a Popradským plesem a jako její náhrada byla zprovozněna zimní trasa vedená níže po zelené značce. Oběti mají pamětní desku na Symbolickém hřbitově a tragédii připomíná také jedna ze zastávek naučné stezky od Plesa k plesu v místech, kde se lavina přehnala přes tatranskou magistrálou.